# Thomas Gold (DJ)
Frank Thomas Knebel-Janssen, más conocido por su nombre artístico como Thomas Gold (9 de agosto de 1981), es un DJ, y productor alemán de música electrónica. En sus comienzos, sus producciones estaban vinculadas al estilo Trance, y en los últimos tiempos, su música, gira en torno del Progressive house y el Tech house. Ocupó el puesto #82 en la encuesta realizada en 2012 por la revista DJmag.

## Biografía
Este presente tenía que provenir de alguna parte y el punto de origen fue cuando Thomas era tenía alrededor de 7 años de edad. Aprendió a tocar el órgano electrónico, y ahí surgió su interés por los sintetizadores digitales y su pasión por la música. A los 15 años compró su primera pieza para integrarla a su equipo de estudio - un sintetizador Yamaha DX-11.
Las habilidades creativas en la producción, su talento innovador para las mezclas y la interesante fusión de estilos como el house y el electro, son la razón por la que reconocidos sellos internacionales, estén interesados en este artista, como lo sellos: CR2 (Reino Unido), Ministry of Sound (Reino Unido y Australia), Positiva (Reino Unido), Nero / Joia (Suecia), Vendetta (España), Cyber & Scorpio (Francia), Time (Italia), Universal (EE. UU.), Egoiste (Suiza).
Su versión remixada en 2008 del clásico "Silence" para la agrupación Delerium, dominó la lista de descargas de Beatport y se adjudicó el codiciado premio Beatport Music por "Mejor Canción de Progressive House". El talento de Thomas como productor fue el resultado de una serie de singles de gran éxito: “Don´t You Want Me”, “Everybody Be Somebody”, “Losing My Religion”, por nombrar sólo algunos. Como productor, Thomas Gold se centra en la calidad sobre la cantidad.
Su primer producción del 2009, fue en colaboración con Matthias Menck, “Everybody Be Somebody” y logró encabezar las listas internacionales. También en 2009, acordó con el reconocido sello CR2 del Reino Unido para lanzar una producción en colaboración con Lee Cabrera, de una versión nueva de los mayores himnos de Ibiza - "Shake It! (Move A Little Closer)".
Fue requerido por el sello Toolroom Records, quien lo invitó a unirse a su equipo, tanto como productor y DJ residente de los eventos realizados por este sello denominado "Toolroom Knights" junto a artistas como Fedde le Grand y Mark Knight.
Thomas ha ganado cierto reconocimiento en la escena dance y sus producciones fueron respaldadas por reconocidas figuras como Axwell, Steve Angello, Tiësto, David Guetta, Chuckie, John Dahlbäck y Sander van Doorn, al mismo tiempo, va ganando terreno con respecto a sus presentaciones en vivo y con regularidad, encabeza los carteles en prestigiosos clubes como Pacha, Privilege y Ministry of Sound.
En 2010 lanzó una gran cantidad de producciones que sonaron en las pistas de baile como “AGORa” [Size], “Work That” / “Kananga” [Toolroom], “The Button” [Toolroom], ”Marsch Marsch” [Toolroom], “Areena” (con David Tort y David Gausa), Thomas Gold & Alex Kenji “What´s Up” [Spinnin’] y su versión de “Star69” de Fatboy Slim [Skint], estableció el escenario para un gran 2011.
En enero de 2011, el sello del productor sueco Axwell, lanza por Axtone 'Blow Up' de Hard Rock Sofa & St Brothers, e incluye su remix, en colaboración con el mismo Axwell, que rápidamente se disparó hasta el número tres en las listas de Beatport. Otros remixes destacados del 2011 son los realizados para Adele – Set Fire to the Rain y Lady Gaga – Judas. Esta última producción fue bien recibida por Swedish House Mafia, que a menudo la incluían en sus diversos sets en vivo.
En materia de producciones propias, lanza junto al productor australiano Dirty South, el sencillo “Alive”, y fue nombrada como Essential New Tune por la BBC Radio 1 el 8 de julio, y escaló al número dos en las listas de Beatport y se convirtió en uno de los himnos del verano boreal del 2011.
Como DJ, en el año 2011, se ha presentado en los lugares más reconocidos del mundo, como en Masquerade Motel en Miami en el evento realizado por Swedish House Mafia, en el escenario principal del festival Tomorrowland y como artista principal en Space Miami, Pacha NYC y Ministry Of Sound, entre otros.
A finales de enero de 2012, lanzó un nuevo material, nuevamente con las colaboraciones de los australianos Dirty South y Kate Elsworth, en el sencillo “Eyes Wide Open”, editado por el sello de Dirty South, Phazing.
Sus futuras producciones incluyen su remix de “Leave A Light On” para el productor sueco Henrik B [en invierno / primavera en Axtone] y, finalmente, su lanzamiento tan esperado "Sing2Me" [marzo de 2012 por Axtone], la cual fue estrenada por Swedish House Mafia durante su sesión en el Essential Selection junto a Pete Tong el 16 de septiembre de 2011 emitida por la BBC Radio 1.
En junio de 2012, Axtone, la discográfica de Axwell, presentó la primera compilación de, y mezclada por Thomas Gold, cuyo álbum lleva como título su nombre artístico. Cuenta con una gran lista de temas realizada por Axwell y Thomas Gold. El disco compila sus remixes, sus producciones (tres de ellas son inéditas como The Beginning, Fanfare y Circles) y reversiones como la de Teenage Crime de Adrian Lux. Para concluir el 2012, lanzó su última producción "MIAO" por el sello Fly Eye Records de Calvin Harris. Desde 2015, editó varias de sus producciones a través de la discográfica Armada Music.

## Discografía

### Compilaciones
- One Love (Australia, 2008)
- DJ Series - Thomas Gold (2008)
- Axtone Presents Thomas Gold [Axtone, 2012]
- Armada Invites (In The Mix: Thomas Gold) [Armada Music, 2017][10]

### Sencillos
2022:
- Thomas Gold, Jex & Hugo Cantarra - Wasted (Casablanca/Republic Records)

2021:
- Thomas Gold - Someone Better (Fanfare Records)
- Thomas Gold - Stuck On Our Love (Xploded)
- Quintino & Thomas Gold - Quechua (Spinnin' Records)
- Thomas Gold, Danny Ores, & Starjack feat. Conrad Brookes - Dream On (Fanfare Records)
- Thomas Gold x Uplink x Matluck - Yesterday (Protocol Recordings)
- Thomas Gold & Vivid feat. Nino Lucarelli - Let Me In (Fanfare Records)
- Thomas Gold, Cuebrick, & Uplink - Strange Flutes (Fanfare Records)
- Thomas Gold & R3SPAWN feat. David Shane - Letting Go (Protocol Recordings)

2020:
- Thomas Gold & Kazden - Rise Up (Revealed Recordings)
- Thomas Gold & Auralize feat. Matthew Steeper - Pretend (Fanfare Records)
- Thomas Gold & Kosling feat. Richard Judge - Biting My Lip (Revealed Recordings)
- Thomas Gold & David Shane - Superman (Kosling Edit) (Revealed Recordings)
- Thomas Gold - Got To Know (Fanfare Records/Virgin)
- Thomas Gold - Live A Little Louder (Protocol Recordings)
- Thomas Gold & Kosling feat. David Shane - Escape (Revealed Recordings)

2019:
- Thomas Gold - Pump Up The Jam (Fanfare Records/Virgin)
- Thomas Gold feat. Emy Perez - Ain't Seen Before (Fanfare Records)
- Thomas Gold & Teamworx - We Remember (Protocol Recordings)
- Thomas Gold vs. Jac & Harri feat. Chad Kowal - Without You (Revealed Recordings)
- Thomas Gold feat. Eagle-Eye Cherry - Get Up (Fanfare Records/Virgin)
- Thomas Gold - Hangover (Revealed Recordings)
- Thomas Gold & Raiden - Someone New (Protocol Recordings)
- Thomas Gold feat. Bright Sparks - Seventeen (Fanfare Records/Virgin)
- Thomas Gold & Angger Dimas - HI LO (Revealed Recordings)
- Thomas Gold & Kosling feat. Matthew Steeper - Wildest Dream (Protocol Recordings)
- Thomas Gold feat. sonofsteve - Gold (Armada Music)
- Thomas Gold - Non-Stop (Armada Music)

2018:
- Thomas Gold feat. Graham Candy - Real Love (Armada Music)
- Thomas Gold & Corey James - Oricono (Size Records)
- Thomas Gold - Begin Again (Armada Music)
- Thomas Gold - Take It Back (To The Oldschool) (Armada Music)
- Thomas Gold - Don't Stop (Creppin') (Armada Music)

2017:
- Thomas Gold - Tumbler (Armada Music)
- Thomas Gold feat. Mimoza - Dreamer (Armada Music)
- Thomas Gold - You Know (Armada Music)
- Thomas Gold - The Chant (Armada Music)
- Thomas Gold - Better Versions Of Myself (Armada Music)

2016:
- Thomas Gold feat. Jillian Edwards - Magic (Armada Music)
- Thomas Gold feat. M.BRONX - Saints & Sinners (Armada Music)
- Thomas Gold X Rico & Miella - On Fire (Revealed Recordings)
- Thomas Gold & Amersy – Can't Stop This Feeling (Armada Music)

2015:
- Thomas Gold vs. Lush & Simon – Morphine (Armind)
- Thomas Gold & Deniz Koyu – Never Alone (Protocol)
- Thomas Gold & Uberdrop – Souq (Armada Music)
- Thomas Gold feat. Bright Lights – Believe (Revealed)
- Thomas Gold, HIIO & Harrison – Take Me Home (Armada Music)

2014:
- Thomas Gold feat. Kate Elsworth – Colourblind (Revealed)
- Thomas Gold & Borgeous – Beast (Spinnin' Records)

2013:
- Thomas Gold feat. Kaelyn Behr – Remember (Axtone)

2012:
- Thomas Gold – Sing2Me (Axtone)
- Thomas Gold – MIAO (Fly Eye Records)
- Thomas Gold – The Beginning / Fanfare / Circles [Incluidos en "Axtone Presents Thomas Gold"]
- Dirty South & Thomas Gold feat. Kate Elsworth – Eyes Wide Open (Phazing)

2011:
- Dirty South & Thomas Gold feat. Kate Elsworth – Alive (Phazing)

2010:
- Thomas Gold – AGORa (Size Records)
- David Tort, Thomas Gold & David Gausa – Areena (Phazing)
- Thomas Gold – Marsch Marsch (Toolroom Records)
- Thomas Gold & Alex Kenji – What´s Up (Spinnin' Records)
- Fatboy Slim vs Thomas Gold – Star69 (Skint Rec)
- Thomas Gold – Work That / Kananga EP (Toolroom Records)
- Thomas Gold – The Button (Toolroom Records)

2009:
- Thomas Gold feat. Amanda Wilson – Just Because (Hed Kandi, MoS, PooleMusic, 2009)
- Thomas Gold – In Your Face (Nero 2009)
- Lee Cabrera vs. Thomas Gold feat. Tara McDonald – Shake It (Move A Little Closer) (CR2 Records)
- Thomas Gold & Matthias Menck – Everybody Be Somebody (Incentive, Scorpio, MoS, 2009)
- Systematic vs. Thomas Gold – Don't Tell (Egoiste)

2008:
- Thomas Gold & Eric Smax feat. Inusa Dawuda – Risin' Sun (S2G Productions)
- Thomas Gold & Eddie Cabrera – Losing My Religion (Nero, MoS 2008)
- Thomas Gold feat. Amanda Wilson – Something's Gotta Give (S2G, 2008)
- Eric Smax, Thomas Gold & Niels Van Gogh Pres. City Sneakerz feat. Michael Marshall – Want 2 Be (Selected Works)
- Thomas Gold & Montana Express – To My Beat (Haiti Groove, 2008)
- Eric Smax & Thomas Gold – House Arrest (Selected Works)
- Dim Chris & Thomas Gold – Self Control (Paradise Records)

2007:
- Gold, Díaz & Young Rebels – Open Sesame (Blanco Y Negro, Net's Work, Música Díaz, 2007)
- Wawa vs. Ortega & Gold – No Problem 2007 (S2G, 2007)
- Björn Mandry & Thomas Gold – Suppress You (Flow Vinyl)
- Wawa & Thomas Gold – Latin Thing (Haiti Groove)
- Chriss Ortega & Thomas Gold Feat. Nicole Tyler – Miracle (Houseworks)
- Gold, Díaz & Young Rebels – Don’t You Want Me (Joia/Cyber, 2007)
- Gold, Smax & Gogh pres. City Sneakerz – You Don’t Own Me (Selected Works, 2007)
- Thomas Gold – Rescue Me (Houseworks, 2007)
- Chriss Ortega & Thomas Gold – The Other Side (Tumbata Records)

2006:
- Antolini & Moreno vs. Thomas Gold – Don't Know Anybody (Houseworks)
- Björn Mandry & Thomas Gold – Paintbootiqa EP (Mauritius)
- Montana Express & Thomas Gold – Don't Know (Haiti Groove)
- Level K vs. Thomas Gold – Animal Love (VIP Recordings)
- Thomas Gold & Chriss Ortega Feat. Tyler – Hypnotized (Houseworks)
- Eric Smax & Thomas Gold – The Feeling / Crucified (Selected Works)

2005:
- Chriss Ortega & Thomas Gold – Lov (Houseworks)
- Eric Smax & Thomas Gold – S_Punk / Our Roots (Vendetta Records)

### Remixes
2020
- Danny Ores - "Fellas" (Thomas Gold Edit)[11]
- Iamnotshane - "Perfect" (Thomas Gold Remix)[12]
- Nipri, Josh Le Tissier & Zhiko - "Like Magic" (Thomas Gold Edit)[13]
- C-Ro and Perttu - "Compass" (Thomas Gold Mix)[14]
- The Avener feat. M.I.L.K. - Under the Waterfall (Thomas Gold Remix)[15]

2019
- Danny Ores - Ouch (Thomas Gold Remix)[16]
- Deniz Koyu - Tung! (Thomas Gold Remix)[17]
- Madonna - I Rise (Thomas Gold Remix)[18]
- John Lundvik - Too Late for Love (Thomas Gold Remix)[19]
- Alice Chater - Thief (Thomas Gold Remix)
- Hardwell feat. Conor Maynard & Snoop Dogg - How You Love Me (Thomas Gold Remix)

2018
- Nicky Romero & Stadiumx feat. Matluck - Rise (Thomas Gold Remix)

2017:
- CAZZETTE feat. JONES - Handful Of Gold (Thomas Gold Remix)
- NEW CITY - Dirty Secrets (Thomas Gold Remix)
- Borgore - Best (Thomas Gold Remix)
- Kato & Sigala feat. Hailee Steinfeld - Show You Love (Thomas Gold Remix)

2016:
- Vicetone feat. Cosmos & Creature - Bright Side (Thomas Gold Remix Edit)

2015:
- Borgeous feat. M. Bronx – Souls (Thomas Gold Remix)
- Dash Berlin feat. Jonathan Mendelsohn – World Falls Apart (Thomas Gold Remix)

2012:
- OneRepublic – Feel Again (Thomas Gold Club Mix)
- Otto Knows vs Coldplay vs OneRepublic – Apologize and Fix Your Million Voices (Thomas Gold Bootleg)
- Thomas Gold – AGORa (Thomas Gold 2012 Remix)
- Digitalism – Zdarlight (Thomas Gold Rework)
- Adrian Lux – Teenage Crime (Thomas Gold 2012 Rework)
- Miike Snow – The Wave (Thomas Gold Remix)

2011:
- Adele – Someone like You (Thomas Gold & Mark Mendes Bootleg)
- Thomas Gold – Marsch Marsch (Thomas Gold 2011 Rework)
- Sander van Doorn – Reach Out (Thomas Gold Remix)
- Adele – Set Fire to the Rain (Thomas Gold Remix)
- Lady Gaga – Judas (Thomas Gold Remix)
- Jay C & Felix Baumgartner – Souk (Thomas Gold Remix)
- Hard Rock Sofa & St. Brothers – Blow Up (Thomas Gold vs. Axwell Remix)

2010:
- Akabu ft Boom Clap Bachelors - You Want It All (Thomas Gold Remix)
- Moguai – We Want Your Soul (Thomas Gold Mix)
- Jes – Awaken (Thomas Gold Mix)
- Tomcraft – Loneliness (Thomas Gold Bootleg)
- Akabu – Another Generation (Thomas Gold Remix)
- David Tort & Norman Doray – Chase The Sun (Thomas Gold Remix)
- Dero & Robbie Rivera feat. Juan Magan – Oh Baby (Thomas Gold Mix)
- Static Revenger & Richard Vission feat. Luciana – I Like That (Thomas Gold Dub)
- David Guetta feat. Chris Willis, Fergie & LMFAO – Gettin' Over You (Thomas Gold Mix)
- Afrojack Vs Junior Jack – Esther Vs E Samba (Thomas Gold Mashup)
- Ich & Ich – Einer Von Zweien (Thomas Gold Mix)
- Schiller feat. Nadia Ali – Try (Thomas Gold Mix)
- Chris Kaye – Don't Give Up (Thomas Gold & Matthias Menck Mix)

2009:
- Undercover Lover – Who's Been Sleeping In My Bed?
- Erick Morillo vs. Richard Grey – Say The Word (Thomas Gold Mix)
- Pete Griffiths feat. Neve – Speak The Secret (Thomas Gold Mix)
- Huggy & Dean Newton Ft Sam Obernik – Get Lifted (Indian Summer) (Thomas Gold Mix)
- Fatboy Slim vs. Thomas Gold – Star 69 (Thomas Gold 09 'What The F..k Edit)
- Dero – Dero's Rave (Thomas Gold Rave Mix)
- Nari & Milani feat. Max C. – Let It Rain (Thomas Gold Mix)
- Philippe B & Romain Curtis – Like This (Thomas Gold & Ortega Mix)
- Antoine Clamaran – Reach For The Stars (Thomas Gold Mix)
- Tommy Vee & Mauro Ferrucci with Ce Ce Rogers – Stay
- Snap! – Do You See The Light (Thomas Gold Mix)
- Ian Carey – SOS (Thomas Gold Mix)
- The Rivera Project Feat. Lizzie Curious – Sax Heaven
- Paul van Dyk – We Are Alive (Thomas Gold Mix)
- Carlos Russo – Massive Joy (Thomas Gold Remix)
- Alan Pride – In Heaven (Chris Ortega & Thomas Gold Rmx)
- Hott 22 – Wicked Games (Thomas Gold Mix)
- Platnum – Trippin (Thomas Gold Remix)
- Jay C – Multiply (Thomas Gold Mix)
- Clearcut – Breathless (Ortega & Gold Mix)
- Josh Jackson – Givin The World To You (Thomas Gold Mix)
- Alex Gaudino vs Nari & Milani feat Carl – I'm A DJ (Thomas Gold Mix)

2008:
- Antoine Clamaran – Gold (Thomas Gold Mix)
- Recover Project – Sweet Dreams (Chris Ortega & Thomas Gold Remix)
- The Viron Ltd. Feat. Max'C – Wanna Be Happy (Thomas Gold Remix)
- Delerium feat. Sarah McLachlan – Silence (NvG vs. Thomas Gold Mix)
- DB Boulevard – You're The One (Thomas Gold Mix)
- Reza – There Is Power (Thomas Gold Remix)
- Lexter – Peace & Love (Chriss Ortega & Thomas Gold Mix)
- Valeriya – Wild! (Ortega And Gold Remix)
- 2 Tyme Feat. Jennifer Jones – Missing You (Thomas Gold Remix)
- Liquid Nation Feat. Andrea Britton – Breathe Life (Ortega & Gold Mix)
- Kaz James Feat. Stu Stone – Breathe (Thomas Gold Mix)
- Mario Ochoa – Amazing (Thomas Gold Mix)
- The Asteroids Galaxy Tour – The Sun Ain't Shining No More
- All American Rejects – Wind Blows (Thomas Gold Mix)
- DJ Fist & Robinson Valentti – Reach (Thomas Gold Remix)
- Paul Emanuel, Gav McCall & Katherine Ellis – Gotta Get Through (Smax & Gold Mix)
- Sunloverz – Summer Of Love (Ortega & Gold Remix)
- Karanyi Feat. Judie Jay – Libido (Dave Ramone & Thomas Gold Mix)
- AnnaGrace – You Make Me Feel (Francesco Díaz & Thomas Gold Remix)
- Sunfreakz Feat. Mia J – Drive Out (Francesco Díaz & Thomas Gold Mix)
- Christian George – Strangers (Thomas Gold Remix)
- C.Y.B. – Now (Thomas Gold Remix)
- Cahill Ft. Nikki Belle – Trippin On You (Thomas Gold Remix)
- Laurent Wolf feat. Eric Carter – No Stress (Ortega & Gold Remix)
- Morgan Page – Call My Name (Thomas Gold Mix)
- DJ Antoine – Feel The Beat And Dance (Chriss Ortega & Thomas Gold Booty Mix)
- Stisch ft. Wayne Hussey – Hit Repeat (Thomas Gold Remix)
- Flash Republic – Star (Thomas Gold Mix)
- Mischa Daniëls – Run Away (Chriss Ortega & Thomas Gold Remix)
- Till West & Eddie Thoneick Vs Alexandra Prince – Hi 'n' Bye 
 (Eric Smax & Thomas Gold Remix)
- Pate No.1 – Shining Star (Smax & Gold Remix)
- Soul Seekerz vs. Judy Cheeks – Reach for the Love (Smax & Gold)
- Leonid Rudenko Pres. Big Boss – A Song For Ya (Thomas Gold Mix)
- Thomas Penton & John C feat. Marcie – Sinners Kitchen
- Jim Tonique & Patrick Bryze – Better World (Thomas Gold Remix)

2007:
- Corinna Presi – What's Life (Thomas Gold Mix)
- Mark Brown Feat. Sarah Cracknell – The Journey Continues
- H Two O Feat. Platnum – What's It Gonna Be (Thomas Gold Remix)
- Jody Watley – I Want Your Love (Thomas Gold Remix)
- Dab Hands – Supergood (Thomas Gold Remix)
- Chriss Ortega Ft. Chandler Pereira – Separated (Ortega & Gold Mix)
- George Acosta feat. Jeff Vylonis – Behind the Wheel (Ortega & Gold)
- Altar feat. Amannda – Sound Of Your Voice (Thomas Gold Mix)
- Eric Smax – That's It (Thomas Gold Mix)
- Houzecrushers – Gonna Get You (Smax & Gold Mix)
- Alex Party – Read My Lips (Houzecrushers Mix aka Smax & Gold)
- Filo & Peri feat. Eric Lumiere – Anthem (Thomas Gold Mix)
- Jack Rokka vs Betty Boo – Take Off (Smax & Gold Funky Sessions Mix)
- O&G Project Feat. Evo – Bad Ass (Ortega & Gold Remix)
- Big Bass vs. Michelle Narine – What You Do (Playing With Stones)
- Noir – FM (Thomas Gold Mix)
- Sunburst – Beautiful Day (Smax & Gold Mix)
- Benny Maze Feat. Drew Brody – Utopía (Ortega & Gold Remix)
- Peter Gelderblom – Waiting 4 (Thomas Gold Mix)
- The S&M Project – One Man (Thomas Gold Mix)
- Nick Jay – Pour It On (Thomas Gold Mix)
- Leisure Groove Feat. Sevi G – Fallen Angel (Ortega & Gold Mix)
- Booty Luv – Don't Mess with My Man (Thomas Gold Disco Remix)
- Just Jack – Writer's Block (Thomas Gold Mix)
- Soundbluntz feat. Cheyne – (Maybe You'll Get) Lucky (Smax & Gold Mix)
- Soulshaker & Ce Ce Peniston – Shame Shame Shame (Eric Smax & Thomas Gold Remix)
- Topmodelz Feat. Gary Wright – Heartbeat (Smax & Gold Remix)
- Degrees of Motion – Do You Want It Right Now (Smax & Gold Remix)
- Robbie Rivera Feat. C & C Music Factory Music DJs – Aye Aye Aye (Ortega & Gold Remix)
- Arias – Twelve (Ortega & Gold Remix)
- George Morel vs. Chris Montana – Sex Girl (Thomas Gold Remix)
- Ghosts – Ghosts (Thomas Gold Remix)
- Freaks – The Creeps (Thomas Gold Mix)
- Benedetto & Farina Feat Akram – I Miss U (Thomas Gold Remix)
- Nicole Otero – Sunshine Song (Thomas Gold Mix)
- Hilary Duff – Stranger (Smax & Gold Club Mix)
- T2 Feat. Jodie Aysha – Heartbroken (Thomas Gold Remix)
- Loveshy – AM To PM (Thomas Gold Remix)
- Buzz Junkies Feat. Elesha – If You Love Me (Thomas Gold Remix)
- Jim Tonique & Patrick Bryze – Better World (Thomas Gold Mix)
- Wawa & Guy Williams – The Energy (Chriss Ortega & Thomas Gold Mix)
- BassMonkeys Feat Naomi Marsh – The Answer (Smax & Gold Remix)
- Taxi Doll – Waiting (Thomas Gold Remix)
- Lexter – Freedom To Love (Chriss Ortega & Thomas Gold Remix)
- Therese – Feelin' Me (Thomas Gold Remix)
- City Sneakerz – You Don't Own Me (Eric Smax & Thomas Gold Remix)
- Dan Marciano – Boy I Believe (Thomas Gold Mix)
- Client – Drive (Thomas Gold Mix)
- Two Tons Of Fun – Feel It (Thomas Gold Remix)
- Soulmaniax – Sensuality (Ortega & Gold Remix)
- Hott 22 ft. Bonnie Bailey – No Promises (Thomas Gold Mix)
- Chris Kaeser feat. Linda Newman – Celebrate (Ortega & Gold Remix)
- Peak Time Killerz – Want You Back (WaWa & Thomas Gold Mix)
- Francesco Díaz ft. Bonny Ferrer – Life is too Short (Thomas Gold Mix)
- Sebastian Gnewkow – Disco Inferno (Thomas Gold Remix)
- R.I.O. – De Janeiro (Thomas Gold Remix)
- Atrium – In Love With You (Eric Smax & Thomas Gold Remix)

2006:
- Gabi Newman – Under Pressure (Chriss Ortega & Thomas Gold Remix)
- DJ Antoine vs. Mad Mark – Eskalation (Level K Remix)
- M-Factor – Open Your Eyes (Thomas Gold & Eric Smax Remix)
- Niels van Gogh vs. Eniac – Pulverturm 2.0 (Smax & Gold Mix)
- Houzecrushers – Touch Me (Eric Smax & Thomas Gold Remix)
- Cascada – Truly Madly Deeply (Thomas Gold Remix)
- Patrick Alavi, Basstard Slayerz – Goldbass (Thomas Gold Remix)
- Markus Binapfl aka Big World – Fuerza (Thomas Gold Much Better Mix)
- Strike – U Sure Do (Eric Smax & Thomas Gold Rmx)
- Reza – There Is Power (Thomas Gold Mix)
- VooDoo & Serano – Vulnerable (Thomas Gold Remix)
- Stonebridge – SOS (Ortega & Gold Mix)
- Ian Carey – Say What You Want (Smax+Gold Mix)
- Martijn Ten Velden – Bleep (Ortega & Gold Mix)
- Francesco Díaz vs. X-Static – I'm Standing (Thomas Gold Mix)
- Soul Seekerz – Party (For the Weekend) (Eric Smax & Thomas Gold Mix)
- Superfunk – Lucky Star (Eric Smax & Thomas Gold Ultraschall Rmx)
- Systematic – I Am An Addict (Thomas Gold Alternative Mix)
- Naomi Marsh – Now & Forever
- The Sharp Boys – Dancefloor (Eric Smax & Thomas Gold Remix)
- L1R Feat. Zelina – I Don't Wanna Walk Away (Smax & Gold Mix)
- Club – Deep Inside (Eric Smax & Thomas Gold Remix)
- DJ Antoine vs. Mad Mark – Stand Up (Ortega & Gold Remix)
- Francesco Díaz & Young Rebels – Ibiza 2006 (Thomas Gold Mix)
- Sunkids feat. Chance – Rise Up (Thomas Gold Remix)
- Frank Savaro – No Stoppin' (Thomas Gold Punk Mix)
- DJ Antoine – Arabian Adventure 2 (Chriss Ortega & Thomas Gold Remix)

2005:
- Roger Sánchez feat. GTO – Turn On The Music (Ortega & Gold Remix)
- DJ Antoine vs. Mad Mark – Take Me Away (Ortega & Gold Mix)
- DJ Antoine vs. Mad Mark – Detonation (Thomas Gold Remix)
- Aaron Smith Feat Luvli – Dancin' (Eric Smax & Thomas Gold Remix)
- Openair Feat. Gram'ma Funk – Hi Roller (Thomas Gold Remix)
- VooDoo & Serano – Don't You Know (Level K vs VooDoo & Serano Mix)
- Chris Montana – Devil (Level K meets Chris Montana Mix)
- Morris T Ft. Janie Romer – Reach For The Sun (Ortega & Gold Remix)
- Global Brothers Vs. D-Luxe – Tell Me Why (Ortega & Gold Remix)
- Ramone ft. Nicole Tyler – I Love The Nightlife (Thomas Gold Punk Mix)

2004:
- Angel City – Do You Know (I Go Crazy) (Dee-Luxe Club Mix)
- Angel City – Touch Me (Dee-Luxe Club Mix)

2003:
- Despina Vandi – Gia (Level K Remix)
- Brighton Project – Satisfied (Level K Remix)
- Nalin & Kane – Beachball (Level K Remix)
- Deux – Sometimes (Level K Remix)

2001:
- Resource – (I Just) Died In Your Arms (Original Mix)
- DJ Dan – Needle Damage (Ortega & Gold Remix)

2000:
- The Ze-Factory DJs Pres. Azuca – Este Chico (I Fall In Love With You) (Frankk & Ramone Remix)
- Yellow Mellow – Touch By Touch (Frankk & Ramone Remix)
- Marc Maris vs. Alex Fuse – Es Vedra (Ramone & Frank Remix)

}}